# Mumiens hämnd (1940)
Mumiens hämnd (originaltitel: The Mummy's Hand) är en amerikansk skräckfilm från 1940, producerad av Universal Pictures. Filmen ses ofta som en uppföljare till Mumien vaknar från 1932, men fortsätter inte historien från denna utan handlar istället om en annan mumie vid namn Kharis. Mumiens hämnd är den första delen i en serie av fyra mumie-filmer som producerades åren 1940–1944.

## Handling
Två arkeologer finner spår som leder till den egyptiska prinsessan Anankas grav. Vad de inte vet är att en överstepräst har väckt mumien Kharis till liv för att hämnas på inkräktarna.

## Om filmen
Tillbakablickarna till gamla Egypten är stockfoto från Mumien vaknar med Tom Tylers ansikte ditlagt.

## Rollista (i urval)
| Skådespelare      | Roll              |
| ----------------- | ----------------- |
| Dick Foran        | Steve Banning     |
| Peggy Moran       | Marta Solvani     |
| Wallace Ford      | Babe Jenson       |
| Tom Tyler         | Kharis            |
| George Zucco      | Professor Andoheb |
| Eduardo Ciannelli | Översteprästen    |